# Доктор Мірабіліс (роман)
Доктор Мірабіліс (англ. Doctor Mirabilis) — науково-фентезійна релігійна історична драма письменника-фантаста Джеймса Бліша, видана 1964 року.
Друга книга в квазі-релігійній трилогії Бліша «З такими знаннями»,  переказ англійського філософа і францисканського монаха Роджера Бекона про життя та боротьбу за розвиток «Універсальної науки». Незважаючи на те, що трилогія є фундаментальним дослідженням, має безліч посилань, включаючи широке використання власних творів Бекона, часто в оригінальній латині, книга написана у стилі роману, і сам Бліш називав її «вигадкою» або «поглядом».
Погляд Бліша на Бекона безкомпромісний, за його версією був першим вченим, дає приписку до роману, в якому й висловлює ці погляди. Центральне місце в його баченні Роджера Бейкона полягає в тому, що «він [Бекон] не був винахідником, Едісоном або Лютером Бербанком, тримаючи експериментальну пробірку з криком „Еврика“!» Замість цього він був теоретичним вченим, який досліджував фундаментальні реалії, а його бачення сучасних технологій були лише побічними продуктами «... як він зазвичай думав — теорію теорій як інструментів ...» Бліш вказує на те, що дослідження Бекона, наприклад, розглядають Ньютонівські метричні рамки для простору, а потім відкидають їх на користь того, що легше сприймається, як ейнштейновська відносність, і все «... захоплююче, без паузи або ікоти, беззмістовно рухаючись без регресу протягом більш ніж 800 років фізика»